# Іван Гараджа
Іван Семенович Гараджа - перший полковник Барвінківської паланки. До нього адресовані ордера та інші січові документи  Кошового Війська Низового Запорізького Петра Калнишевського. «1771 року, жовтня 22 дня. Пашпорт 113 чоловікам козаків з старшиною Данилом Малиновським, які відправляються на вінтер-квартири... Цього податель війська запорозького низовий полковий старшина Данило Малиновський та при ньому 113 чоловік запорозьких КОЗАКІВ іде в нашу сторону Дніпра в Барвінківську Стінку до пана полковника запорозького Гараджі для розподілу їх в селищах запорозького війська»[1]. 
В історії України Гараджа залишився як поборник свобод та прав українського козацтва. У 1771 р. полковник Барвінківської паланки І. Гараджа повідомляв в Ізюмське комісарське правління про приналежність землі з правого берега Сіверського Дінця до його влади і обгрунтовував правомірність протидії запорізьких КОЗАКІВ заснуванню там незаконних поселень рассейських поміщиків. В ордері за 28 квітня 1772 року Івану Гараджі і Степану Роменському Калнишевський забороняє стороннім особам селитися на запорозьких володіннях і зокрема зауважує: «… Наказую вам бутністю вашою через ціле наступне літо в Барвінковій Стінці на форпості притому сього наглядати…» В тому ж 1772 році було переведено полковника Івана Гараджу вновоутворену Орельську паланку. «1772 року… Ордер полковнику Гараджі про передачу старої паланки Барвінкової Стінки після побудови нової старшині Степану Роменському». Гараджа командував Орельською паланкою в 1772-1773 роках, до нього полковник Колпак Афанасій Федорович 1768-1771 рр., після Циподриг Сава та Яковлев Парфеній (1774р.)[2].
Кошу ЗАПОРОЗЬКОМУ весь час доводилося змагатись за свої землі з новими переселенцями. Підохочені царським урядом вони знову почали будуватися на січових землях усупереч протестам ЗАПОРОЖЦІВ і між Ореллю та Самарою було засновано багато хуторів і слобод вихідцями з Слобідської губернії, а також поміщицькі села, які були зараховані до Ізюмської провінції. На Барвінківщині такими слободами були Камишуваха та Грушуваха. КІШ ухвалив рішення, щоб поселенці на Запорозьких землях або вступили до складу війська, або покинули ці землі. Полковник І.Гараджа із загоном запорожців влітку 1773 року повиганяв самовільних поселенців і захопив їхне майно: хліб, сіно, волів,заборонив сіяти жито і обробляти землю.Саме він очолював козацьку команду, що вела заповзяту боротьбу із східними сусідами запорожців – Ізюмською провінцією та новими поселенцями по р. Донцю, Торцю, Барвінковій Стінці, Камишувахі. Перехід жителів слободи Камишуваха в підданство ЗАПОРОЖЦІВ засвідчює в 1774 році академік Гюльденштедт И.А. в своїй книзі[3].
Оборону ЗАПОРОЖЦЯМИ своїх земель сусідні російські губернатори розцінювали як бунт проти царської влади і розбій. За це керівництво Слобідської України вимагали у КОША покарати Гараджу і повернути майно. Почалася тяжба між ЗАПОРОЖЦЯМИ і канцелярією губернії. Губернатор Є.О.Щербинін пропонував створити паритетну комісію для вирішення спірних питань. Справа дійшла до сенату і той прислав КОШУ за височайшим повелінням грамоту, в якій повелівалося полковника з його командою відкликати з паланки. «Свавільства прикордонні облишити, знайдених у землі речей – каміння, цегли й мармуру собі не присвоювати: полковника ж Гараджу з Орільської паланки викликати на СІЧпід небезпекою монаршого гніву». Гараджа був відізваний на СІЧ. Проте і наступного року І.Гараджа боровся з самовільною порубкою запорозьких лісів на Донці жителями Ізюмського та Слобідського полків, чинив опір розмежуванню земель, затримуючи геодезистів і т.і.
Під час повстання Пугачова за доносом писаря Степана Роменського, який був за старшого в слободі Барвінкова Стінка, до неї прибув загін царських військ під керівництвом полковника Долгорукого. Іван Гараджа підняв КОЗАКІВ, які роззброїли загін Долгорукого, а його самого захопили без штанів, вмочили в діжку з дьогтем, виваляли в пір’я, посадили верхи на нікчемну шкапу задом наперед і передали в такому вигляді дозору Ізюмського козацького полку, порадивши Долгорукому більше не потикатися на ЗАПОРІЖЖЯ.
Навіть після зруйнування СІЧІ Гараджа разом із отаманом Полярухом чинили «роз’їзди» вже при новій владі. Тому в 1776 році вища старшина була репресована. Були віддані під суд з конфіскацією майна військовий старшина Андрій Порохня, полковник Мусій Чорний, Степан Гелех, Іван Кулик, Іван Гараджа, курінні отамани Осип Паралич, Мойсей Головко та ще ряд старшини. У старшини Гараджі згідно реєстру сконфіскованого майна забрано хутір Гаражівку та 2910 голів худоби. 
В січні 1776 р. відбувся суд у Більовській фортеці над старшинами – Степаном Лелекою, Агипом Паролихом, Іваном Куликом, а також курінним отаманом Головком та полковником Іваном Гараджею. 
У березні цього ж року в Олексіївській фортеці за напад навесні 1775 року на мешканців слободи Олексіївської Єкатерининської провінції, згін їх худоби та вбивство при цьому двох однодворців проходив військовий суд у справі старшин – Гелеха, Пишмича, Кулика та Гараджі. Матеріали процесу над козацькою старшиною в Олексіївськїй фортеці знаходяться в документах фонду № 52 (Г. Потьомкіна) військово-історичного архіву м. Москви. Це «Судное дело военного суда Алексеевской крепости о бывших старшинах Запорожского войска С.Гелехе, О.Параличе, І.Кулике, І.Гарадже, обвиняемых в убийстве двух однодворцев Алексеевской слободы», датоване 1775 – 1776 роками. Олексіївська слобода — це поселення, яке виникло після побудови однієї з фортець Дніпровської лінії — Олексіївської. Залишки цієї фортеці знаходяться зараз на лівому березі річки Берди, між селами Ланцеве та Благовіщенка, поряд розташоване і одноіменне село Куйбишевського району Запорізької області.
З матеріалів цієї справи дізнаємося, що приводом до розправи над запорозькою старшиною стали події весни 1775 року, коли, з наказу кошового отамана П.Калнишевського, старшини С.Гелех, О.Параліч, та І.Кулик із загоном козаків (234 чоловіка) були послані до кордонів Війська Запорозького. Вони отримали наказ зігнати з Запорозьких земель слобідських селян, котрі випасали на них худобу, розорювали землі. 14 травня того ж року козаки, як свідчать матеріали «Судного дела», перейшли кордон Війська Запорозького і захопили худобу в жителів Олексіївської слободи. Наступного дня вони повторили «набіг». У сутичці було вбито два однодворці з слободи, двадцять два чоловіка — побито.
Із наказу Г.Потьомкіна було створено в Олексіївській фортеці військовий суд під головуванням секунд–майора Донецького пікінерного полку С.Кардашова. До слідства, яке розпочалося 9 лютого 1776 року, були притягнуті колишні полковники Війська Запорозького С.Гелех, І.Кулик, І.Гараджа та курінний отаман О.Параліч. Матеріали суду містять «Допросные листы», іменні списки потерпілих та козачої команди, опис відібраного майна, судову постанову тощо. І.Гараджу судді змушені були виправдати і звільнити з–під варти, інших ЗАПОРОЖЦІВ присудили до покарання шпіцрутенами. Вони повинні були також виплатити потерпілим грошову компенсацію за їх майно та худобу. Однак деякі деталі цієї справи дають підстави висловити припущення, що вона була не кримінальною, а, скоріше, політичною. Старшини, які проходили по цій справі, були відомими та авторитетними серед запорожців. І.Гараджа в середині 50-х років XVIII століття — товариш Панківського куреня. 
Н.Д.Полонської-Василенко показує, що І. Гараджа на момент ліквідації Січі – один із середніх, але міцних господарів, яким реально було що втрачати у поземельній боротьбі КОША і яким було за що боротись після його скасування. В нього було два великих зимівники: в Барвінківській Стінці та на річці Сіверський Донець. У цих зимівниках у 1775 році було описано 43 коня, 167 голів великої рогатої худоби, 2.700 овець і кіз, будинки власника зимівника та хата для робітників, поварня, кухня, два млини з сукновальнею, три комори, шинок, солодовня, пивоварня, пасіка і т.і.Перед нами господар, який вдало суміщав свою адміністративну діяльність з веденням власного господарства у Вольностях. З праці можемо реконструювати фактичну картину його господарства: побут зимівника, зовнішній вигляд та внутрішнє устаткування, напрями господарювання . 
В описаному зимівнику І. Гараджі було два «куреня із сіньми», в середині яких було виявлено 11 образів, 1 бавовняний килим, 1 турецьку стару ковдру, 3 подушки. На подвір’ї – амбар і ще один будувався, 4 загороди для худоби, стайня, кухня з котлами, горщиками тощо. Серед реманенту 3 плуги з лемешем, 6 возів, 3 сокири, 2 коси… Незабагато як на виявлену кількість худоби: 39 коней, 46 волів, 4 бика, 68 корів, 50 телят, 2700 овець та кіз. Серед посіяного хліба два загони жита, по одному – пшениці, вівса, ячменю, гречки, два загони кавунів і динь та один з овочами. Помітно, що І. Гараджа в своєму господарстві орієнтувався і на тваринництво, і на розвиток хліборобства, розводив овочі та бахчу. Водночас, полковник володів шинком у Барвінковій Стінці, гадаємо, добре усвідомлюючи значення цього джерела прибутку. Шинок знаходився в хаті «з двумя покоями» та з сіньми, був обнесений огорожею. Навкруги – прибудовані загони для худоби і сарай. На подвір’ї – дерев’яний амбар, солодовня із сіньми, погріб («лєднік»), млин на два колеса . На момент опису майна торгували у шинку вином, і вочевидь ще медом і табаком. Порівняно з господарствами генеральної старшини досить скромно і виглядає швидше за все, як таке, що тільки-но засновано для подальшого розвитку, але одразу спрямовано на багатогалузевість[4]. Вчена не мала точних відомостей про результат цього притягання (І. Гараджа, до речі, був виправданий і відпущений , але наголошувала, що згодом цей старшина отримав і офіцерський ранг, і значну земельну ділянку – вже від російського уряду[5]).
Конфіскації, як цілком справедливо визнає Н.Полонська-Василенко, відбувалися не з метою ліквідації заможних господарств запорозької старшини. Нетронутим, наприклад, залишається велике господарство Миколи Рудя. Комплекс репресивних заходів, зорганізованих російським урядом, був спрямований перш за все проти старшин-учасників боротьби за кордон з Новоросійською губернією і носив, як здається, показовий характер. Частина старшин, серед яких Василь Пишмич, Макар Ногай, Харько Чепіга, були оправдані вже в 1776 році.
Щодо старшини, яка не підлягала арештам та конфіскаціям, то для неї відразу постали нові перспективи. Г.Потьомкін в своєму ордері від 18 червня 1775 року наказував П.Текелію одразу розділити старшину на дві великі групи: «затверделых в грубости старшин также и самых распутных пьяниц», яких було необхідно видалити з суспільства, та «заслуженных и достойных уважения людей». Про останніх, якщо вони дійсно перебували на військовій службі, а не були «простыми земледельцами», Текелію було доручено скласти відомость, до якої занести побажання старшин щодо їх подальшої служби.
Перетворення запорозької старшини на дворянство складалося з трьох взаємопов'язаних процесів: по-перше, отримання й закріплення земельної власності, по-друге, отримання російських службових рангів, які дають право на дворянство, по-третє, нобілітація, в даному разі процедура документального підтвердження дворянських прав. З самого початку, у 1775 році, російський уряд демонструє свою готовність включити запорозьку старшину до складу дворянства – службового стану імперії, адже в його розумінні старшина несла й буде нести військову службу російському престолу. Виплата жалування Опанасу Ковпаку та 17 курінним отаманам вже неіснуючої Січі цілком засвідчує подібне ставлення. Серпневий Маніфест Катерини ІІ декларує отримання старшиною російських рангів: «…всем же старшинам, кои служили порядочно и имеют одобрения от Наших военных начальников, объявить Нашу Императорскую милость, что они соразмерные службе и званию получат степени». 
Одним з розпоряджень про поземельний устрій Новоросійської та Азовської губерній колишня запорозька старшина наділялася рівними з російським дворянством та українською шляхтою правами: «Те же которые не из дворян и не имеющие обер-офицерских чинов тож не из малороссийских шляхтичей и такових равно и запорожских старшин коих земли по заселении утверждать в вечное и потомственное владение, имеют по смерть свою, а по кончине детей их ежели не будет обер-офицерского чина, чрез полгода таковые имение продать должны кому-либо из вышеписанных званий». Знаменно, що право володіння населеними земельними ділянками – виключно дворянський привілей – надавався запорозькій старшині незалежно від наявності обер-офіцерського чинів, тобто формальної підстави дворянського звання, встановленої Табеллю про ранги. Таким чином, як і у випадку з інкорпорацією до складу російського дворянства шляхти Лівобережної України, уряд пішов на фактичне визнання за колишньою запорозькою старшиною прав та привілеїв російського дворянства, перш за все права володіння населеними маєтками та права брати участь у дворянському самоуправлінні.
Починаючи з липня 1775 року в Новоросійській та Азовській губерніях, між якими були поділені «запорозькі вольності», розпочинається масштабна роздача земельних ділянок колишнім запорозьким старшинам. На території Азовської губернії на 1776 р. земельні ділянки отримали 15 колишніх запорозьких старшин:... .Іван Гараджа 3.043 дес. – на р. Великій Терновці[6] та ін.
Новоросійський губернатор М. Муромцов в своєму рапорті, датованому липнем 1775 р. повідомляє Г. Потьомкіна, що він передав старшині для заселення внутрішні ділянки Новоросійської губернії. В 1776 році запорозькі старшини, які отримали землі на території Новоросійської губернії, направили до губернської канцелярії клопотання, у якому просять про «награждении за оказанные нами службы в прошлые годы дабы земля ныне нам отведенная состояла за нами на всегдашнем времени без всякого в казну платежа». Клопотання містило перелік осіб, що дістали дачі на території губернії. Документ був виявлений Н Полонською-Василенко в фонді Канцелярії Новоросійської губернії, проте до нашого часу джерело не збереглося. В одній зі своїх праць дослідниця наводить поданий у клопотанні перелік старшин-землевласників, з 28 чоловік, а також доповнює його прізвищами старшин, відомими їй з розпоряджень про роздачу земель за 1776-1779 роки.
Отже, в проміжок часу після 1775 року й до кінця XVIII ст. частина колишньої запорозької старшини користується правами російського дворянства, зокрема такими важливими як право володіння населеними маєтками, право брати участь у дворянському самоуправлінні. Отримання старшиною армійських військових рангів створило підстави для формальної нобілітації колишньої запорозької старшини, яка розпочинається з початком XIX ст. Виділення з реєстрів землевласників представників колишньої запорозької старшини пов'язано з певними дослідницькими труднощами, на які посилалася й Н. Полонська-Василенко. Шляхом співставлення відомостей про роздачу земельних ділянок, надання армійських чинів, розподіл посад в губернських та повітових органах влади вдалося впевнено встановити 57 прізвищ старшин, які в останню чверть XVIII ст. перетворилися на поміщиків та дістали російські військові ранги, тобто були цілком інтегровані до російського служилого стану:
Гараджа Іван, полковий старшина[7]
Внаслідок переселення Чорноморського козацького війська на Кубань значна кількість колишніх ЗАПОРОЖЦІВ покинула терени Південної України. Однак не всі з них залишилися на Кубані назавжди. Частина чорноморців, вислуживши відповідний табельний чин, воліла повернутися назад. Так, 1798 р. зазначалося, що 55 чорноморських старшин мешкало «на прежних жилищах», тобто в Південній Україні. Наприклад, серед поміщиків південного краю ми бачимо майора Гараджу  (полковий старшина Іван Гараджа, з 1779 р. - капітан, з 1791 р. - полковник Чорноморського козачого війська в чині армійського секунд-майора, власник 6300 дес. землі та 91 селянина в Павлоградському повіті)[8].  Землі Івана Гараджі знаходились на р. Велика Терновка, сучасна назва Терновка, притоки р. Самара, виток якої знаходиться поряд з селом Миролюбовка, що в декілька кілометрів на південь від селища Близнюки.
Є відомості про сина І. Гараджа, дворянина, відставного артилерії поручика Степана Івановича Гаражу (1771 р.н.) та його дружину Марфу, які проживали в маєтку Гаврилівці Слобідсько-Української губернії. 14 квітня 1825 року Збори Спільного Сенату присудили поручику Гаражу за образу земської поліції та крім того за образу словами і дією поміщиці Веліхевич під час богослужіння в церкві, позбавити чинів і дворянського звання, віддати у військову службу, а в разі нездатності до неї, заслати його до Сибіру на поселення, що останнє й було зроблене[9]. Степан Гаража був помилуваний в 1828 році та після повернення прийняв чернецтво в Курязькому монастирі.
Також серед поіменного списку дворянських родів Слобідсько-Української губернії з 1786 по 1829 рік значиться Гаража Матвій Іванович, внесений у 2 частину Родословної книги від 11 травня 1815 року та Гараджа Дмитро і Олександр Івановичи в 3 частині Родословної книги від 25 января 1818 року [10].
Так склалася доля славного лицаря українського народу Івана Семеновича Гараджа. А північніше с. В. Камишуваха Барвінківського району довгий час існували села, засновані Іваном Гараджею, Гаражівка Перша та Гаражівка Друга, які були знесені під час будівництва каналу Дніпро – Донбас 80-ті роки минулого століття.
Література:
```
[1]Яворницький Д. І. Історія запорозьких козаків. К.: 1991. - т.3
[2]А.В.Макидов. Персональный состав административного аппарата Новороссии ХVIIIвека. Стр.32. Запорожье. Просвіта, 2011.
[3]Гюльденштедт И.А.Подорож академіка Гюльденштеда по Слобідсько-Українській губернії.
[4]Полонська-Василенко Н.Д. Майно запорізької старшини як джерело для соціально-економічного дослідження історії Запоріжжя // Запоріжжя XVIII ст. та його спадщина. – Т. 1.– Мюнхен, 1965. 
[5]Полонська-Василенко Н.Д. Південна Україна року 1787 (зо студій з історії колонізації) // Запоріжжя XVIII ст. та його спадщина. – Мюнхен, 1967. – Т. 2. С.91.
[6]Н. І. Швайба. Від запорожця до чорноморця: запорожська старшина в наукові спадщині Наталії Дмитрівни Полонської-Василенко.
[7]Голобуцький В.А. Черноморское казачество. – К., 1956. С.324.
[8]Державний архів Одеської області - Ф. 1. Управление Новороссийского и Бессарабського генерал-губернатора. – арк 230 зв. -1830 р. - Спр. 8 .0 составлении комиссии для разбора татарских и греческих дворянских родов.
[9]РГИА Фонд 1151 опись 1 дело 15 за 1823 год
[10]РГИА Фонд 1343 опись 51 дело 542
```